# Axialkompressor

axialkompressor.

Axialkompressor är en kompressor som består av ett antal mångbladiga turbinsteg som roterar på en gemensam axel inuti ett cylindriskt maskinhus. 
Axialkompressorer används då man vill ha mycket stora luftmängder och ganska stor tryckhöjning, till exempel i jetmotorer, gasturbiner och inom processindustrin. För att en axialkompressor ska bli effektiv bör den vara stor, eftersom luft läcker tillbaka i glappen ovanför skoveltopparna m.m. Glappets betydelse minskar med ökande storlek på maskinen.

## Beskrivning
Mellan turbinstegen sitter fasta steg med ledskenor som länkar om luftströmmen på dess väg mot nästa turbinsteg. Turbinbladen brukar kallas löpskovlar och naven de sitter i kallas kompressorskivor. De fasta bladen brukar kallas ledskenor, och ringen de sitter i brukar kallas ledkrans. Ju längre bak i kompressorn luften kommer, desto större blir kompressorskivorna och ledkransarnas centrum, medan både löpskovlar och ledskenor blir fler, kortare och mindre. Luftvolymen minskar alltså och en kompression har uppstått. Längst bak finns ett utlopp för luften. 